# Adolf Wünstel
Adolf Wünstel (* 10. Juni 1892 in Hatzenbühl; † 3. Juni 1974 ebenda) war ein deutscher Landwirt und Politiker (BVP, CDP/CDU).

## Leben
Wünstel leistete im Ersten Weltkrieg Kriegsdienst und arbeitete als Landwirt. Später übernahm er den elterlichen Betrieb.
Er war vor 1933 Mitglied der Bayerischen Volkspartei und war von 1932 bis 1933 Bürgermeister von Hatzenbühl. In der Zeit des Nationalsozialismus konnte er seine politische Tätigkeit nicht fortsetzen. Nach dem Zweiten Weltkrieg war er Mitbegründer der CDU im Kreis Germersheim. 1946 wurde er erneut Bürgermeister von Hatzenbühl und war bis 1969 Mitglied des Kreistags bzw. Erster Kreisdeputierter. 1946 gehörte er der Beratenden Landesversammlung an.
1932 wurde er Aufsichtsrat des Pfälzischen Raiffeisenverbands. Er war Ehrenaufsichtsratsvorsitzender der Raiffeisen-Hauptgenossenschaft Rheinpfalz, Aufsichtsratsmitglied des Raiffeisen- und Bauerndienstes in Wiesbaden, Mitbegründer der Pfälzischen Bauern- und Winzerschaft und des Vereins ehemaliger pfälzischer Landwirtschaftsschüler.

## Auszeichnungen
- Adam-Müller-Medaille (1928)
- Bundesverdienstkreuz am Bande (1957)
- Große Kammermedaille der Landwirtschaftskammer der Pfalz
- höchste Raiffeisen-Ehrennadel
- goldene Ehrennadel der Pfälzischen Bauern- und Winzerschaft
- goldenes Abzeichen des Verbands ehemaliger Landwirtschaftsschüler
- Ehrenbürger von Hatzenbühl